# Thalía Álvarez
Thalía Álvarez Carvallo (Quito, 22 de julho de 1962 - Quito, 22 de março de 2011) foi uma antropóloga e ativista feminista equatoriana. Fez parte de organizações como o Projeto Transgénero e Corporação Humanas Equador, sendo cofundadora. Além disso, foi uma das primeiras mulheres abertamente lesbianas candidatas a um cargo de eleição popular.
Após sua morte,em 2011, seu casal, a ativista Janneth Peña, conseguiu que o Instituto Equatoriano de Segurança Social aceitasse lhe outorgar os benefícios de pensão de viudez de Álvarez, o que marcou uma meta para os casais equatorianos do mesmo sexo ao ser a primeira no conseguir.

## Trajectória
Em 2002, uniu-se a organização Projeto Transgénero, onde apoiou o processo de criação da Casa Trans. Dentro desta organização foi ademais professora de activismo transfeminista.
Em 2005, na perspectiva do ativismo feminista, fundou junto a outras mulheres a Corporação Humanas Equador. Trabalhou em vários projetos com o Centro Equatoriano para a Promoção e Acção da Mulher sobre saúde sexual e reprodutiva e foi parte de Equador Adolescente até 2007.
Para as eleições à Assembleia Constituinte de Equador de 2007, foi candidata a asambleísta pela aliança entre os movimentos Alfaro Vive Carajo! e Pachakutik, como representante das populações lésbicas, o que a converteu numa das primeiras pessoas abertamente LGBT em postularse a um cargo de eleição popular no país. Durante o trabalho da Assembleia Constituinte, foi uma das pessoas LGBT que actuaram como assessoras na elaboração do texto constitucional, junto a ativistas como Elizabeth Vásquez e Sandra Álvarez. Especificamente, Thalía Álvarez foi assessora da asambleísta María Augusta Cale na mesa de Direitos das e os Trabalhadores.

## Morte
Faleceu no dia 22 de março de 2011, em Quito; devido a um cancro de páncreas. A ativista Janneth Peña, sua companheira, a quem Álvarez tinha conhecido em 2005 e com quem registou uma união de facto em 2010, teve dificuldades para realizar os trâmites para poder cremá-la  devido aos preconceitos por ser um casal lésbica, entre eles durante o retiro de seu cadáver da morgue e a assinatura de autorizações familiares na funerária.
Peña solicitou ao Instituto Equatoriano de Segurança Social (IESS), em agosto de 2011, a pensão de montepío e cesantía que lhe correspondia por ter uma união de facto com Álvarez. Depois de um processo de meses em que recebeu várias negativas, o 14 de dezembro do mesmo ano, se anunciou que Peña receberia estes benefícios, o que constituiu a primeira vez na história do país que um casal do mesmo sexo recebia este reconhecimento. Produto do caso, o IEES anunciou que a partir desse momento, outros casais do mesmo sexo poderiam se acolher ao mesmo benefício.